# نورجيستريل
نورجيستريل الذي يباع تحت الاسم التجاري Ovral هو دواء بروجستين يستخدم في حبوب منع الحمل وفي العلاج الهرموني لانقطاع الطمث. وهو متوفر في تركيبة مع هرمون الاستروجين وبمفرده. يؤخذ عن طريق الفم.
تشمل الآثار الجانبية للنوجيستريل عدم انتظام الدورة الشهرية، والصداع، والغثيان، وألم الثدي، وتغيرات المزاج ، وحب الشباب، وزيادة نمو الشعر، وغيرها.  نورجيستريل هو بروجستين، أو بروجستيرون صناعي، وبالتالي فهو ناهض لمستقبلات البروجسترون، الهدف البيولوجي للبروجستيرون مثل البروجسترون. له نشاط أندروجيني ضعيف ولا يوجد نشاط هرموني مهم آخر.
اختُرع نورجيستريل في عام 1961 ودخل حيز الاستخدام الطبي، وتحديداً في حبوب منع الحمل، في عام 1966. تم تقديمه لاحقًا للاستخدام في العلاج الهرموني لانقطاع الطمث أيضًا. يشار إلى نورجيستريل أحيانًا على أنه البروجستين «من الجيل الثاني». يتم تسويقه على نطاق واسع في جميع أنحاء العالم. نورجيستريل متاح كدواء عام. في عام 2017، كان الإصدار الذي يحتوي على ethinylestradiol هو الدواء 284 الأكثر شيوعًا في الولايات المتحدة، مع أكثر من مليون وصفة طبية.

## الاستخدامات الطبية
يستخدم نورجيستريل مع إيثينيل إيستراديول أو كوينيسترول في حبوب منع الحمل المركبة، أو وحده في حبوب منع الحمل-البروجستيرون فقط، وبالاقتران مع إستراديول أو البريمارين في العلاج الهرموني بعد انقطاع الطمث. كما تم استخدامه كوسيلة لمنع الحمل الطارئ في نظام يوزبي (بالإنجليزية: Yuzpe regimen)‏.